# Darosava
Darosava (cyr. Даросава) – wieś w Serbii, w okręgu szumadijskim, w gminie Aranđelovac. W 2011 roku liczyła 1813 mieszkańców.